# Almsplintvivel
Almsplintvivel (Magdalis armigera) är en skalbaggsart som först beskrevs av Geoffroy 1785.  Almsplintvivel ingår i släktet Magdalis, och familjen vivlar. Arten är reproducerande i Sverige.